# Glâne

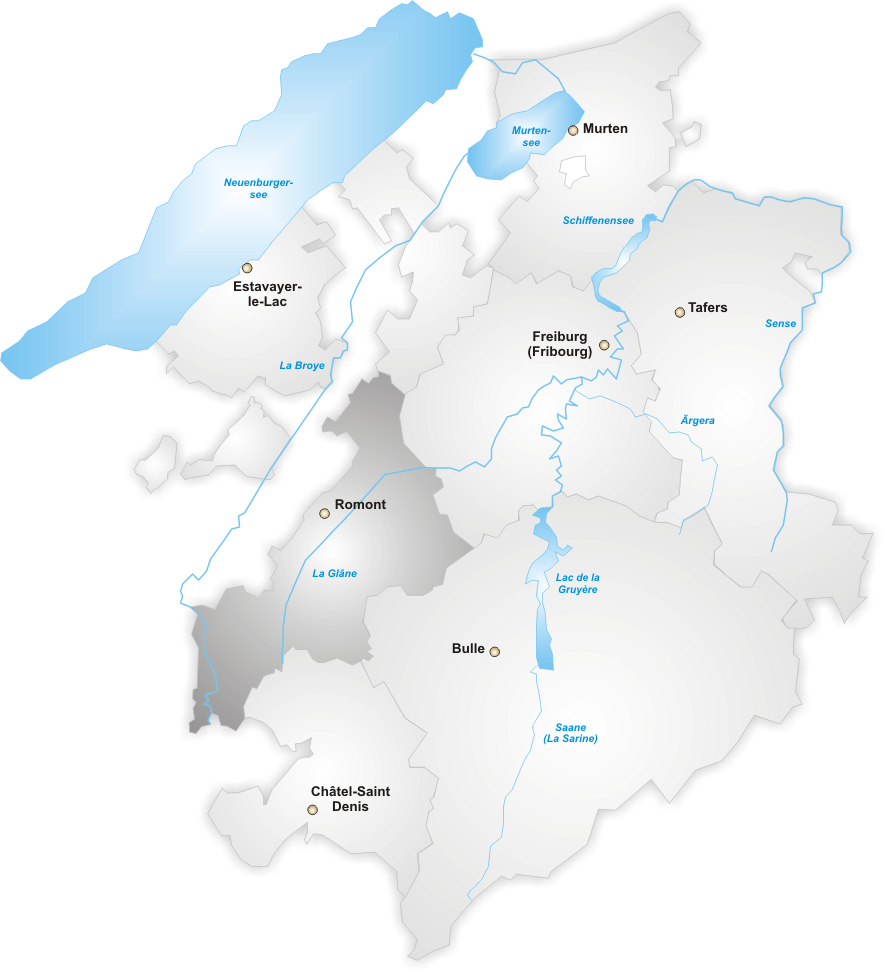
Huyện Glâne

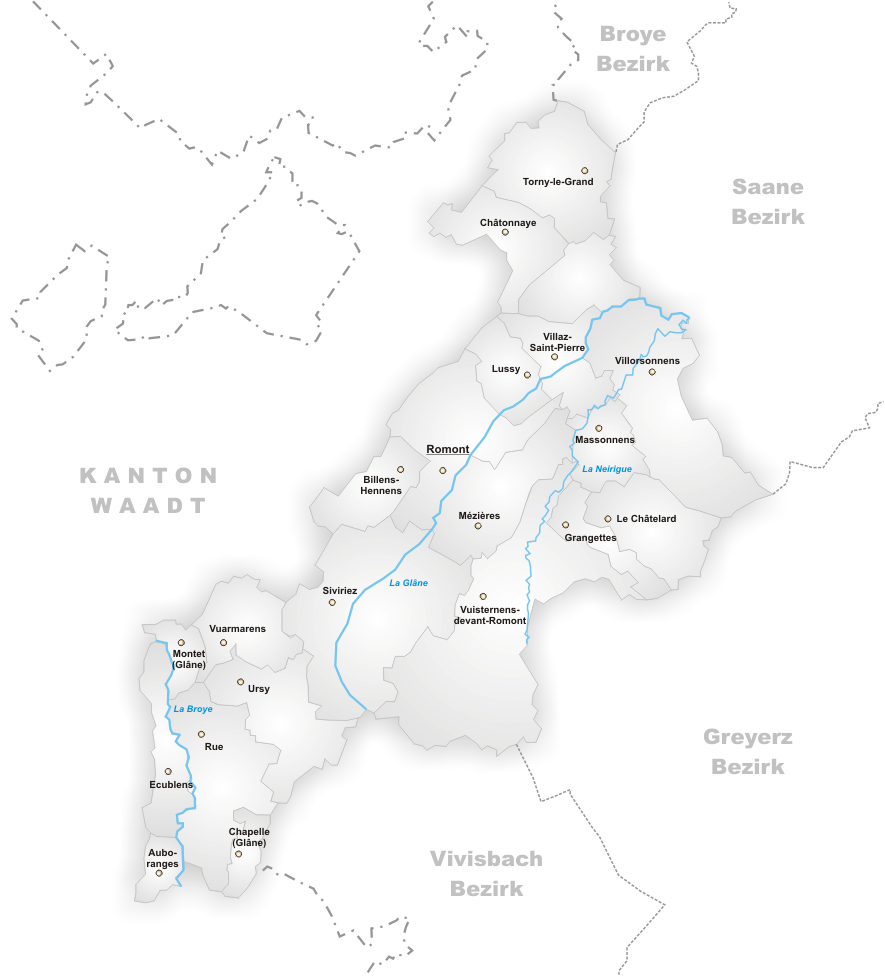
Các đô thị của Glâne

Huyện Glâne (tiếng Đức: Glânebezirk, tiếng Pháp: District de la Glâne) là một trong 7 huyện ở bang Fribourg, Thụy Sĩ. Trung tâm của huyện đóng ở Romont. Mã của huyện là 1002.

## Các đô thị tự quản
Huyện này bao gồm các đô thị:
| Đô thị                    | Dân số (1/1/2004) | Diện tích km² |
| ------------------------- | ----------------- | ------------- |
| Auboranges                | 218               | 1,91          |
| Billens-Hennens           | 641               | 4,89          |
| Chapelle                  | 221               | 2,03          |
| Châtonnaye                | 576               | 6,36          |
| Ecublens                  | 271               | 4,87          |
| Grangettes                | 147               | 3,36          |
| La Folliaz                | 880               | 9,91          |
| Le Châtelard              | 342               | 7,48          |
| Massonnens                | 419               | 4,24          |
| Mézières                  | 924               | 9,19          |
| Montet                    | 219               | 2,20          |
| Romont                    | 4107              | 10,90         |
| Rue                       | 1069              | 11,20         |
| Siviriez                  | 1893              | 20,27         |
| Torny                     | 690               | 10,20         |
| Ursy                      | 1533              | 8,92          |
| Villaz-Saint-Pierre       | 968               | 5,53          |
| Villorsonnens             | 1150              | 15.50         |
| Vuarmarens                | 550               | 6,03          |
| Vuisternens-devant-Romont | 1858              | 24,09         |

## Hình ảnh

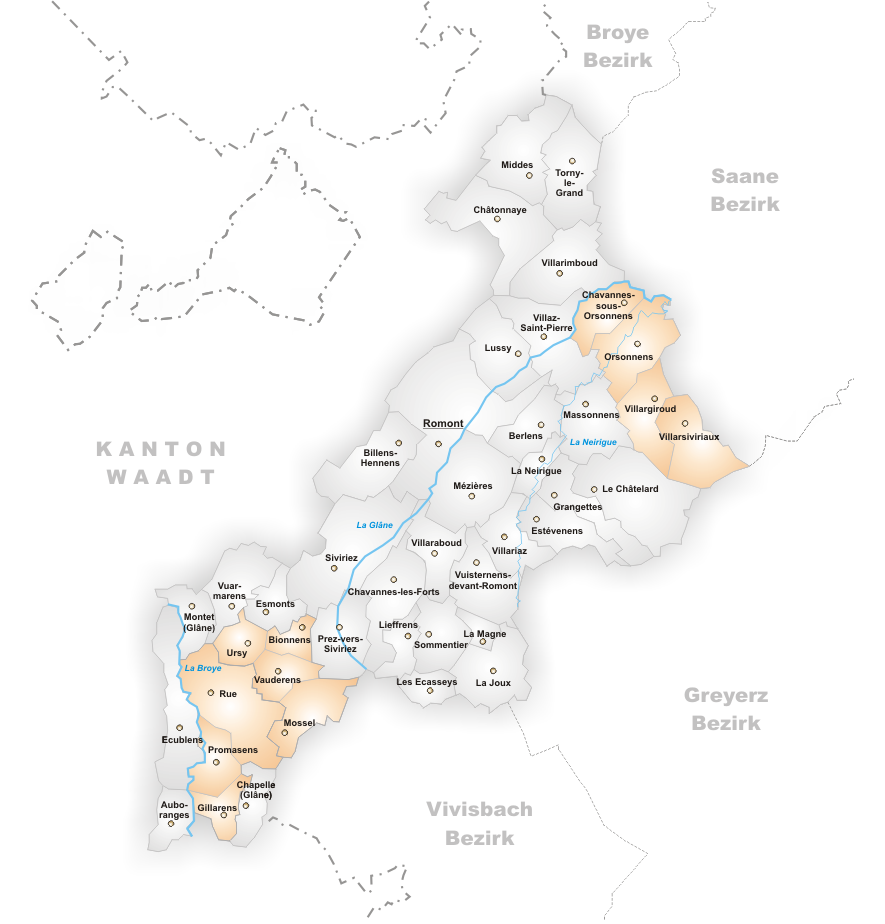
Các đô thị Glâne cho đến năm 2000
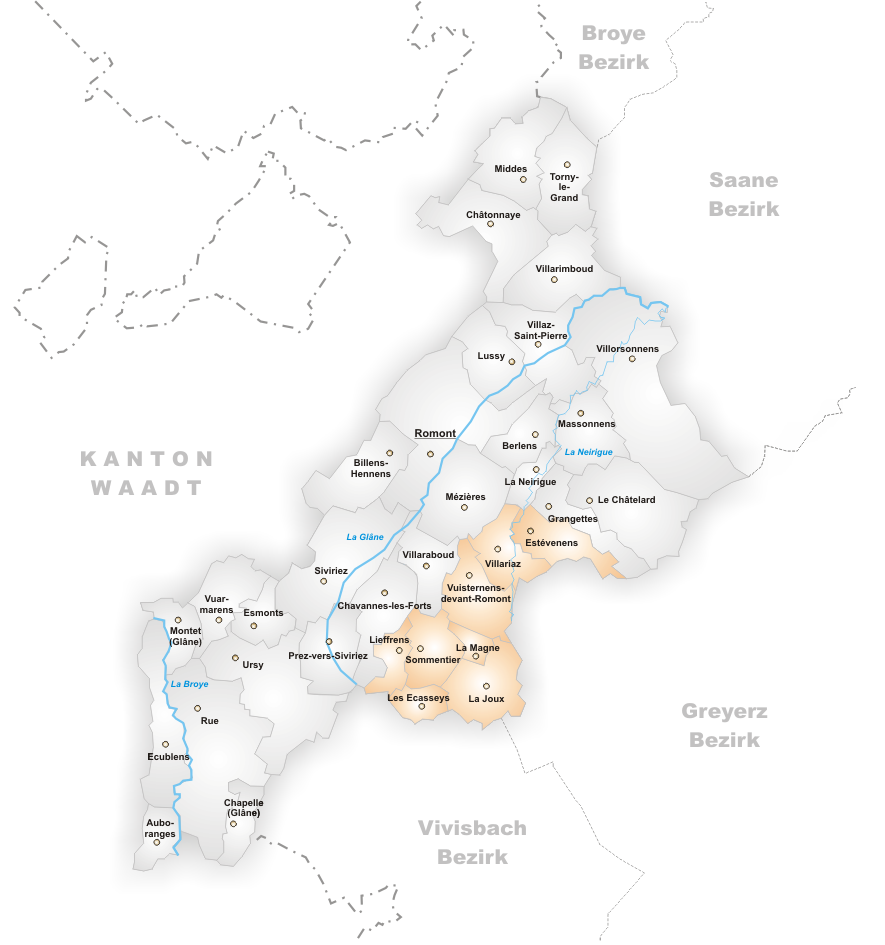
Các đô thị Glâne cho đến năm 2002
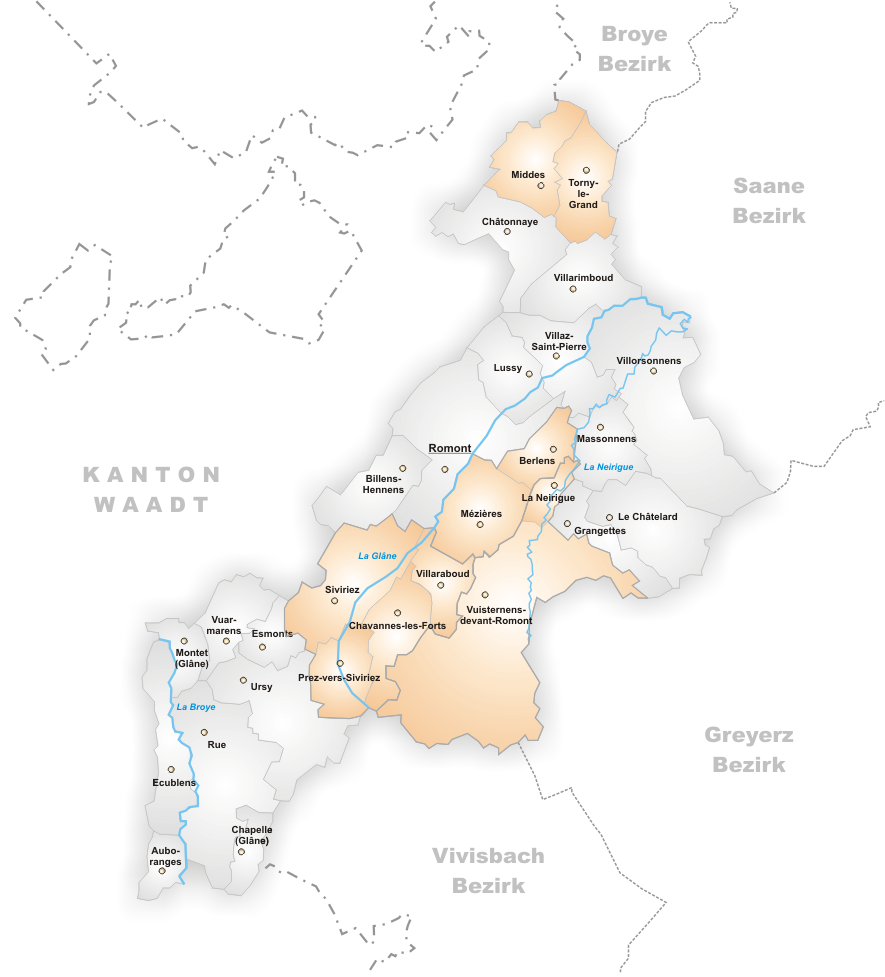
Các đô thị Glâne cho đến năm 2003
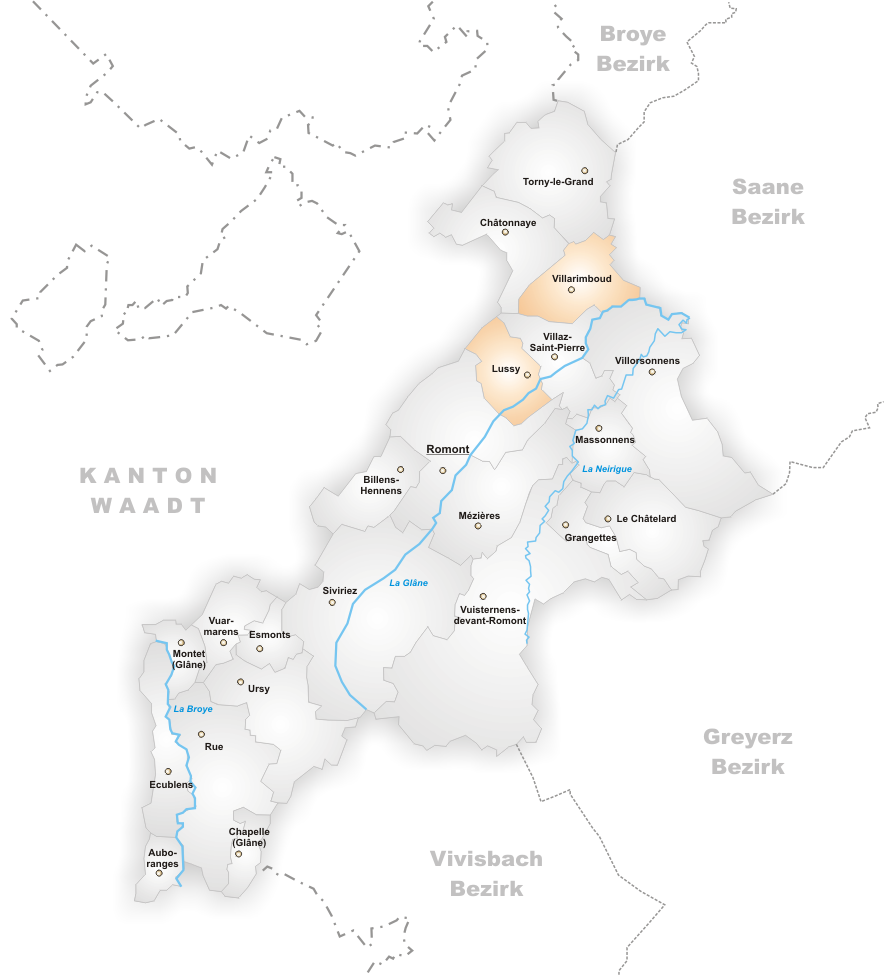
Các đô thị Glâne cho đến năm 2004
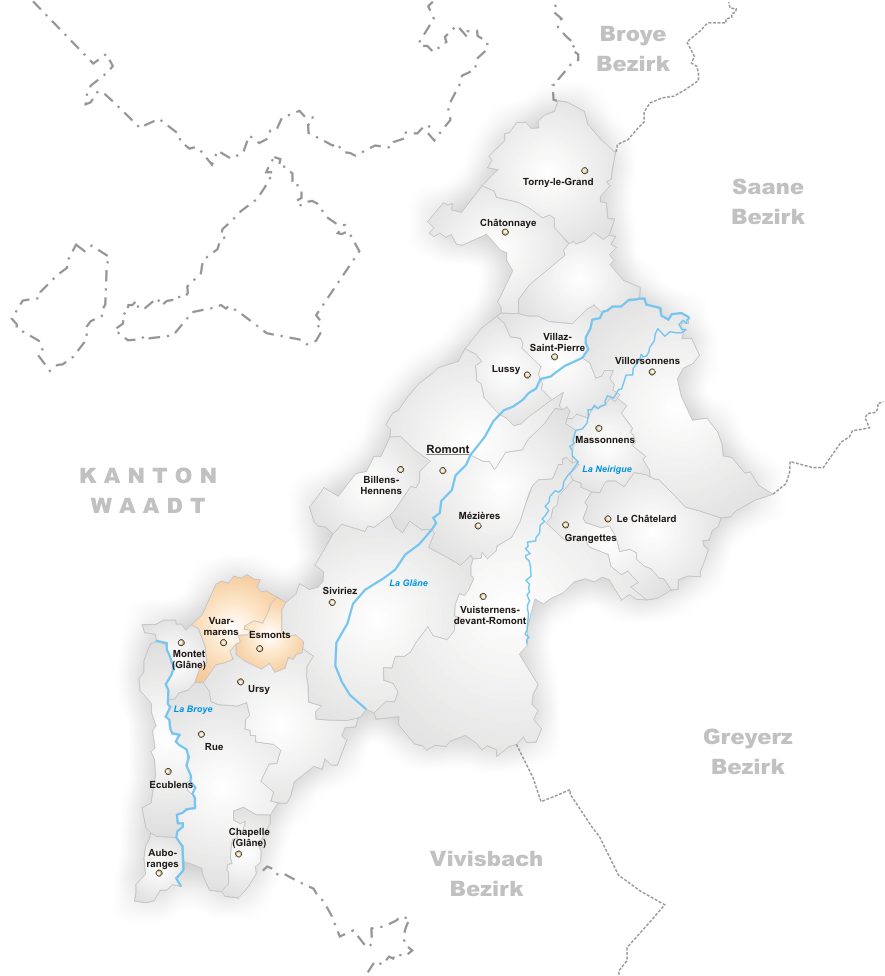
Các đô thị Glâne cho đến năm 2005